# 603 هـ
603 هـ هي سنة في التقويم الهجري امتدت مقابلةً في التقويم الميلادي بين سنتي 1206 و1207.

## مواليد
- الصالح أيوب
- العادل أبو بكر بن الكامل
- نجم الدين أحمد بن حمدان
- يغمراسن بن زيان

## وفيات
- رجب - أبو جعفر الصيدلاني.
- 17 رمضان - فخار بن معد الموسوي.